# Itibô Yama
Itibô Yama är en kulle i Antarktis. Den ligger i Östantarktis. Norge gör anspråk på området. Toppen på Itibô Yama är 53 meter över havet.
Terrängen runt Itibô Yama är kuperad åt sydost, men åt sydväst är den platt. Havet är nära Itibô Yama åt nordväst. Trakten är obefolkad. Det finns inga samhällen i närheten. 